# Prodančići
Prodančići (također i u varijanti Prodanelići; lat. i tal.: Prodanello ili množ. Prodanelli), hrvatska plemićka obitelj, koja se u izvorima javlja u 13. stoljeću među starim patricijskim obiteljima u Dubrovačkoj Republici. 

## Obiteljska povijest
Pripadnici obitelji bili su u rodbinskim vezama s Palmotićima. Prvi poznati član bio je Marin Prodančić (Marino de Prodanello), koji se spominje u razdoblju 1273-1304. godine. U nekim dokumentima pojavljuje se pod imenom Bauxellus, pa se smatra utemeljiteljem novog ogranka obitelji, jer njegovi potomci kasnije nose prezime Bauselić (Bauxella). Ipak, taj ogranak razmjerno brzo izumire, ili gubi to prezime, jer se ne spominje u popisima dubrovačkih plemićkih rodova iz 1440-tih godina.
Pripadnik drugog ogranka obitelji (koji nije uporabljao naziv Bauselić) bio je Ursacije Prodančić (Ursacius), čije se ime javlja u drugoj polovici 13. stoljeća, a pretpostavlja se da je bio Marinov brat. Ursacije je imao sinove Petra i Ivana, koji su obnašali značajne dužnosti u Republici. Petar (Pero) bio je senator, odnosno član Vijeća umoljenih, te sudac, dok je Ivan bio kanonik i notar.
Petar Prodančić Ursacijev surađivao je poslovno sa svojim bratićem Petrom Bauselićem, sinom Marinovim, osobito u pogledu trgovine u srednjovjekovnoj srbijanskoj državi. Taj su posao nastavili i njihovi potomci. Na prijelazu iz 14. u 15. stoljeće živjelo je petoro braće, Marinovih potomaka, među kojima su se istaknuli Jakov (Jakša) i Teodor. Jakov se bavio kopnenom i pomorskom trgovinom, te vršio i službene, odnosno diplomatske poslove za Republiku. Jakova je naslijedio sin Nikola (Nikša), a Teodora sin Petar (Piero).
U 16. stoljeću preostala su samo dva ogranka obitelji. Jedan je bio onaj Petra Nikolina (spominje se oko 1504-1563. godine), a drugi Stjepana Radova (1566-1638.). Potonji je bio posljednji muški član Prodančića, čime ta dubrovačka aristokratska obitelj izumire.     
U dvjestogodišnjem razdoblju između 1440. i 1640. godine bilo je ukupno 24 njena pripadnika koji su ušli u Veliko vijeće Republike (Consilium maius), tijelo koje popunjavaju svi punoljetni dubrovački plemići i u kojem je u navedenih 200 godina bilo ukupno oko 2.200 članova. Istovremeno su Prodančići 20 puta birani u Vijeće umoljenih, odnosno za senatore, a isto toliko puta za članove Maloga vijeća. Najvišu dužnost, onu dubrovačkog kneza, obnašali su dvadeset puta.

## Vanjske poveznice
- Prodančići u Hrvatskoj enciklopediji LZMK
- Prodančići – dubrovački plemićki rod – u Hrvatskoj znanstvenoj bibliografiji
- Prodančići među 33 vlastelinske loze u Opisu Dubrovnika Filipa de Diversisa iz 1440. godine  Arhivirana inačica izvorne stranice od 4. ožujka 2016. (Wayback Machine)
- Udjel Prodančića u dubrovačkom patricijatu u razdoblju 1440-1640. godine